# Narathura shigae
Narathura shigae är en fjärilsart som beskrevs av Siuiti Murayama och Okamura 1973. Narathura shigae ingår i släktet Narathura och familjen juvelvingar. Inga underarter finns listade i Catalogue of Life.